# Крістіан Аманпур
Крістіа́н Аманпу́р (перс. کریستیان امانپور; нар. 12 січня 1958) — американська військова кореспондентка, письменниця. Одна з провідних журналісток та головна міжнародна кореспондентка телекомпанії Сі-Ен-Ен. Посолка доброї волі ООН.

## Життєпис
Народилася в Лондоні в християнській родині іранця та англійки. Незадовго після народження Крістіан та її сестри Лізи родина переїхала до Ірану, де батько Мухаммед отримав провідне місце в державній авіакомпанії. Сім'я мала добрі стосунки з шахом Ірану і після Ісламської Революції у 1979 р. мусила тікати з країни. В 11 років Крістіну відправили на навчання до однієї з провідних католицьких шкіл Англії.
Після школи вона продовжила навчання в США, де вивчала журналізм в Університеті Род-Айленда. Ще в студентські роки завдяки екзотичній британській вимові Крістіан почала працювати на одній з місцевих радіостанцій. У 1983 р. вона закінчила факультет журналістики з відзнакою і отримала роботу в одному з філіалів телекомпанії Ен-Бі-Сі.

## Журналістка
Серйозна журналістська діяльність Аманпур почалася у 1983 р. з роботи у Сі-Ен-Ен. Вже в 1989 р. її перше призначення було в Німеччині, де вона почала вести репортажі про демократичні зміни в центральній та східній Європі. Найбільшої популярності Аманпур набула під час війни у Перській затоці та війни у Кувейті у 1990 р. Наступні репортажі робила з колишньої Югославії, з війни в Сараєво. В цей час репортажі Аманпур гостро критикують за однобокість та антисербську направленість. Її відповідь стала відомою: 
|  | Бувають випадки, коли ти просто не можеш залишатися нейтральним, оскільки нейтралітет в цьому випадку -- форма співучасті. Об'єктивність не означає, що ти повинен відноситися однаково до всіх сторін, вона означає, що кожній стороні треба дати слово. |

Попри критику у 1993 р. Аманпур удостоєна престижної журналістської нагороди — «Приз Пібоді». З 1996 по 2005 також працювала в Сі-Бі-Ес, готуючи репортажі для відомої телепрограми «60-хвилин». За ці роботи отримала ще один «Приз Пібоді» у 1998 р.
З 2005 р. Аманпур почала працювати у Лондонському бюро Сі-Ен-Ен і часто вела репортажі з гарячих точок світу, брала інтерв'ю у багатьох відомих особистостей, таких, як Ясер Арафат, Махмуд Ахмадінежад. В червні 2007 р. Королева Єлизавета II нагородила Крістіан Аманпур званням командора Ордену Британської імперії за її внесок в журналістику. 
В серпні 2007 р. вийшла документальна трилогія Аманпур про роль релігії в житті багатьох країн — «Воїни богів».
У 2018 р. підписала звернення Американського ПЕН-центру на захист українського режисера Олега Сенцова, політв'язня у Росії.